# مهرجان المحراث

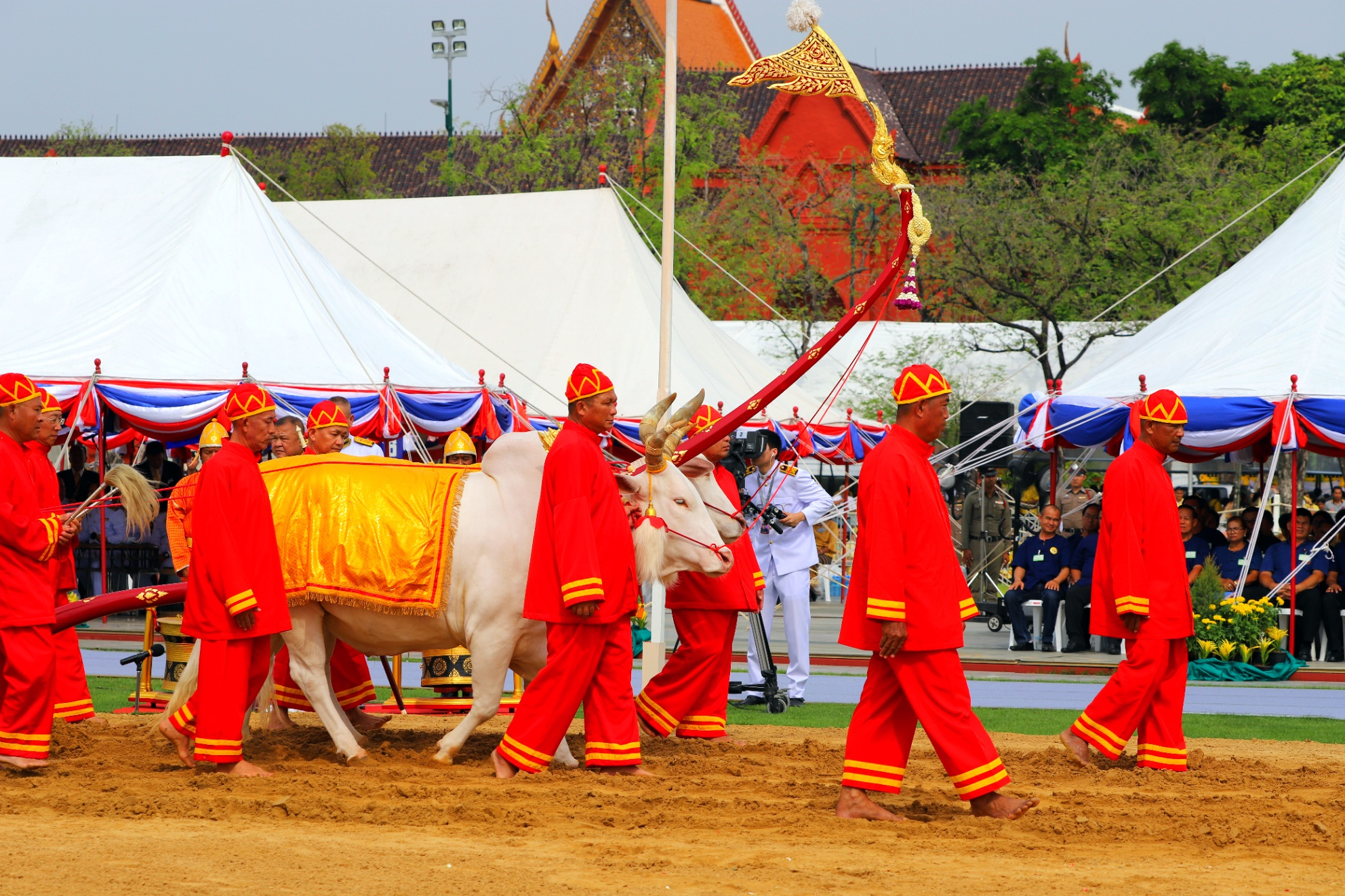
مهرجان المحراث اليوم الـ 23.

يعد مهرجان المحراث من التراث الكمبودي حيث يتمالاحتفال باكل ثورين ملكيين من مجموعة منالحبوب ، وهي بذلك تتنبأ بجودة الموسم القادم ويحضر المل والملكة ذلك الحفل واركان الدولة .